# Bathyconchoecia deeveyae
Bathyconchoecia deeveyae är en kräftdjursart som beskrevs av Louis S. Kornicker 1969. Bathyconchoecia deeveyae ingår i släktet Bathyconchoecia och familjen Halocyprididae. Inga underarter finns listade.